# Château de Fesq
Le château de Fesq est un château du XVIIe siècle située à Vic-le-Fesq, dans le Gard.

## Historique
Il est inscrit au titre des monuments historiques par arrêté du 25 juin 1964, pour ses façades et toitures.